# Vapňarka
Vapňarka (ukrajinsky Вапнярка, stejně i rusky) je sídlo městského typu ve Vinnycké oblasti na Ukrajině. K roku 2011 v něm žilo bezmála osm tisíc obyvatel.

## Poloha a doprava
Vapňarka leží přibližně dvacet kilometrů jihozápadně od Tulčynu, správního střediska Tulčynského rajónu, do kterého patří.

## Dějiny
Osídlení zde vzniklo koncem šedesátých let devatenáctého století při stavbě železniční tratě ze Žmerynky do Podilsku. Od roku 1899 nabylo na významu, protože byla do provozu uvedena trať do Chrystynivky a tak se místní stanice stala železničním uzlem s vlastním lokomotivním depem.
V roce 1923 byla postavena úzkorozchodná železnice z Vapňarky do Jampilu.
V roce 1938 získala obec status sídla městského typu.
V průběhu druhé světové války se Vapňarka v důsledku operace Barbarossa dostala pod správu Rumunského království. V té době zde byl postaven koncentrační tábor, kde byly vězněni mimo jiné někteří rumunští Židé.